# Trestonia
Trestonia is een kevergeslacht uit de familie van de boktorren (Cerambycidae). De wetenschappelijke naam van het geslacht werd voor het eerst geldig gepubliceerd in 1859 door Buquet.

## Soorten
Trestonia omvat de volgende soorten:
- Trestonia albilatera (Pascoe, 1859)
- Trestonia assulina Bates, 1874
- Trestonia bilineata Martins, Galileo & Tavakilian, 2008
- Trestonia capreola (Germar, 1824)
- Trestonia ceara Dillon & Dillon, 1946
- Trestonia confusa Dillon & Dillon, 1946
- Trestonia exotica Galileo & Martins, 1990
- Trestonia fasciata Martins & Galileo, 1990
- Trestonia forticornis Buquet, 1859
- Trestonia frontalis (Erichson, 1847)
- Trestonia fulgurata Buquet, 1859
- Trestonia grisea Martins & Galileo, 1990
- Trestonia lateapicata Martins & Galileo, 2010
- Trestonia morrisi Martins & Galileo, 2005
- Trestonia nivea Martins & Galileo, 1990
- Trestonia pulcherrima Dillon & Dillon, 1946
- Trestonia pyralis Dillon & Dillon, 1946
- Trestonia rugosicollis Martins, Galileo & Limeira-de-Oliveira, 2009
- Trestonia signifera Buquet, 1859
- Trestonia solangeae Nearns & Tavakilian, 2012
- Trestonia turbula Monné & Fragoso, 1984
- Trestonia wappesi Nearns & Swift, 2011